# Moserwirt

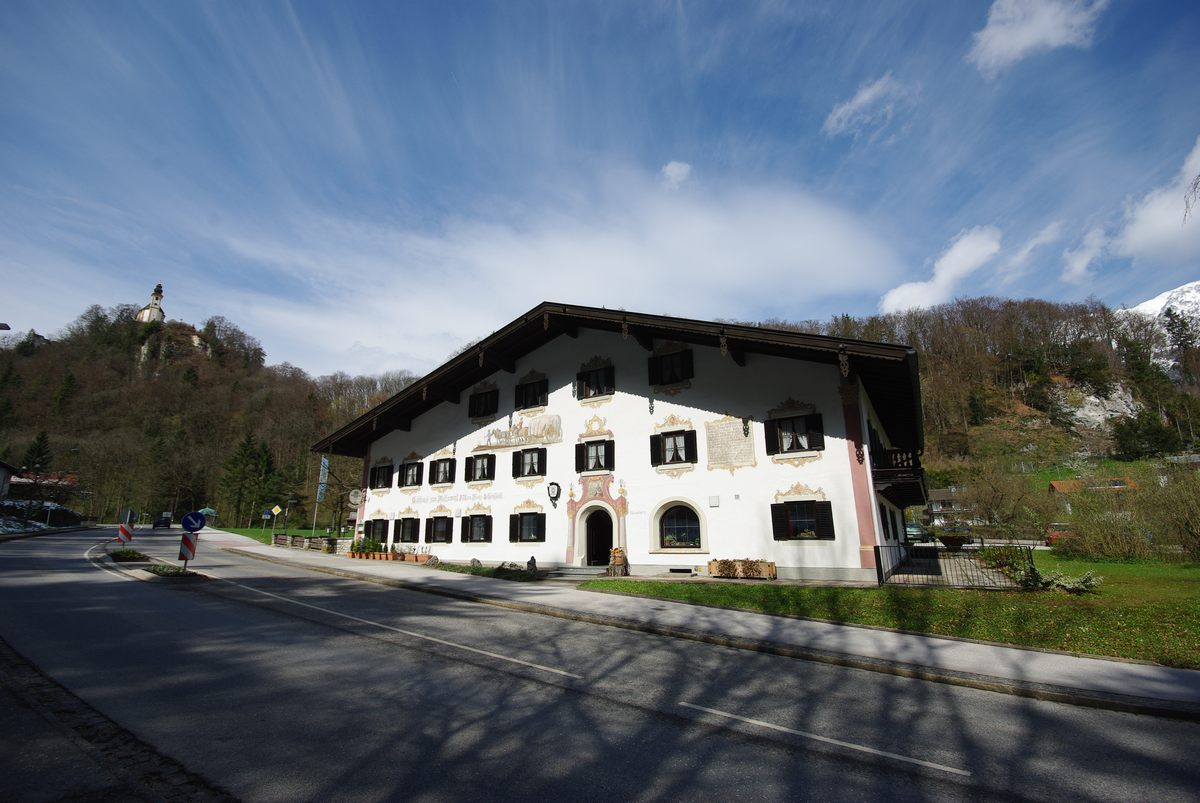
Moserwirt

Das Gasthaus Moserwirt in Karlstein bei Bad Reichenhall ist ein ehemaliges Gasthaus, dessen Geschichte bis ins 16. Jahrhundert zurückgeht.
Das Gebäude steht unter Denkmalschutz und ist unter der Nummer D-1-72-114-188 in die Bayerische Denkmalliste eingetragen.

## Geschichte
1507 gab es den Moserwirt bereits, wie es in einer Inschrift über den Fenstern des oberen Stockwerks an der Thumseestraße steht: „Dieses Hauß wurde laut Chronik Anno 1507 zur Zollhauß-Taverne benamset und von Bothenvohrwerken sehr stark zur Einkehr benützet“.
Am 6. Januar 1796 traf gegen Mittag ein Tross von sechs sechsspännigen, einer vierspännigen und einer dreispännigen Kutsche in Karlstein beim Moserwirt ein, wo die Pferde getauscht wurden. Es handelte sich um die Prinzessin Marie Thérèse Charlotte de Bourbon, die als einziges überlebendes Kind von Ludwig XVI. und Marie-Antoinette auf dem Weg ins Exil nach Wien war. Schön und sanft waren die Züge dieser erhabenen Prinzessin; wahre königliche Hoheit und das edelste Fürstenherz strahlte aus jedem Blike schrieb das „Münchner Zeitungs=Blatt“ wenige Tage später. Mathias Moll, ein Bäcker aus Reichenhall erzählte, er habe der königl. Prinzessin ein kleines Reisegeschenk mit einigen Stüken von auserlesenen Aepfeln bester Gattung [...] mit etwas schüchternem doch erfurchtsvollem Vortrage in französischer Sprache angeboten. Er führte zudem an, daß er selbst vor Jahren bey seinem mehrjährigen Aufenthalte in Paris die hohe königl. Familie kennen zu lernen die Gnade gehabt hätte. Die erhabene Menschenfreundinn geruhte denn auch von diesem alten Biedermanne mit der gnädigsten Aeußerung, dieß geringe aber treuherzige Geschenk gnädigst anzunehmen, worüber der gute Alte von innigster Wonne gerührt, unter Freudenthränen vom Wagen zurücktrat.
Wie auch der Gasthof Kaitl, war der Moserwirt eine beliebte Raststation auf den vielen Reisen des Wolfgang Amadeus Mozart und seiner Familie und auch während des Tiroler Volksaufstandes fand der Moserwirt Erwähnung in den Geschichtsbüchern. 

## Beschreibung
Der Moserwirt ist ein breitgelagerter Bau mit geschlepptem Flachsatteldach. Im Kern stammt das Gebäude aus dem 16. und 17. Jahrhundert, das Dach und die Bemalung sind jedoch modern.

## Lage
Der Moserwirt liegt direkt an der Thumseestraße – an dieser Stelle zugleich die Staatsstraße 2101 – kurz vor dem Ortsende von Karlstein in Fahrtrichtung Thumsee und Inzell.

## Sonstiges

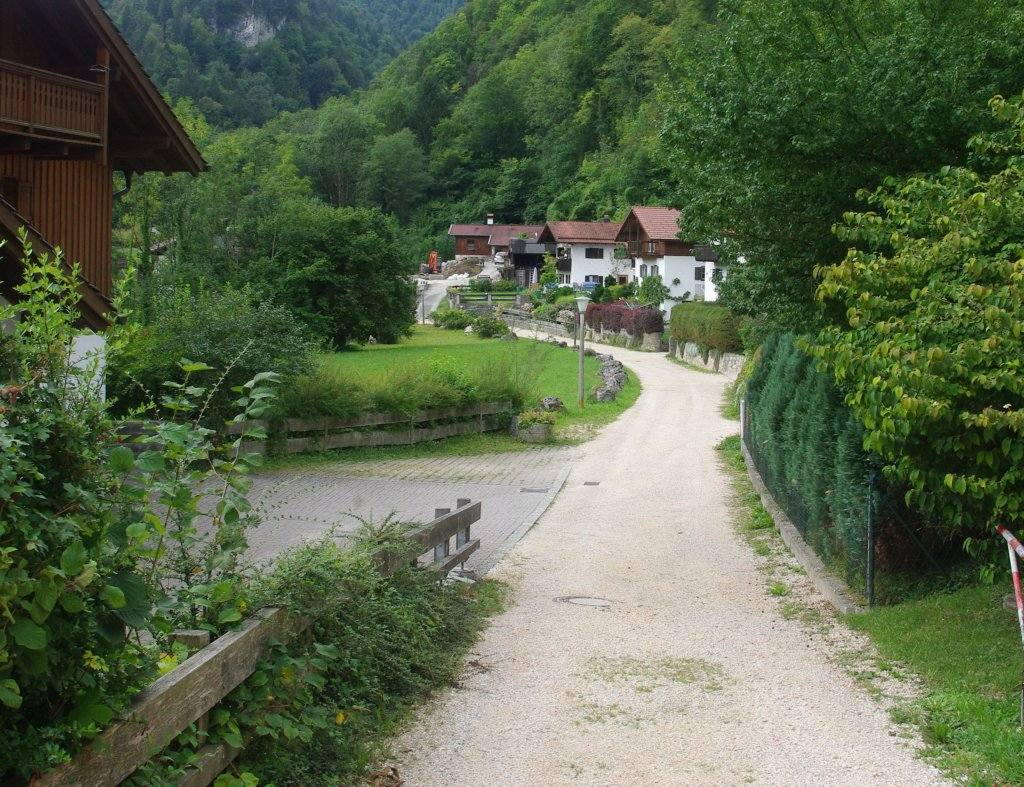
Moserweg

Nach dem Gasthaus ist auch der Moserweg benannt, der am Gastgarten von der Thumseestraße in nördlicher Richtung abzweigt und als Sackgasse bis zum Schulhof der Grundschule Karlstein führt.